# Коршев (древнерусский город)
Коршев —  древнерусский город, существовавший в XII—XIV веках. Существует несколько вариантов его локализации: у села Городецкое Орловской области или у села Лавы Липецкой области (Лавский археологический комплекс).

## Описание
Коршев упоминается в русских летописях: первый раз в Рогожской за 1362 году из-за эпидемии в Орде, затронувшей города Новосиль, Коршев, Брянск и Коломну, во второй раз в Никоновской в связи с разорением города литовцами в 1363 году. В «Списке русских городов дальних и ближних» он фигурирует как Коршовъ на Соснѣ — самый восточный город, относящийся к киевским землям.
Возможно, Коршев соответствует городу Карасу, который, согласно восточным хроникам, был разрушен в 1395 году войсками эмира Тимура. Русские летописи сообщают о захвате Тимуром Ельца, из чего следует, что Карасу находился неподалёку от этого города.
Попытки локализации Коршева предпринимались неоднократно. По одной из версий, Коршев располагался на высоком мысу, образованном берегом реки Фошня и оврагом, в 35 км от Ключевского городища — вероятных остатков древнерусских Ливен.
Планировка городища у села Городецкое типична для малых городов Древней Руси. Треугольный в плане мыс с напольной стороны перерезает ров и подковообразный вал общей высотой около 5 метров. Въезд в крепость находился там, где вал загибался к обрыву над рекой. На валу и по гребню холма стояла частокольная или срубная стена с заборолом и башнями. Общая протяжённость деревянных стен составляла около 250 метров. Посад города занимал территорию к югу от городища. Археологические исследования проводились здесь экспедицией Орловского краеведческого музея под руководством С. Д. Краснощёковой, которая сочла городище передовым форпостом на древнерусском пограничье.